# Branko Radičević
Branko Radičević (en serbe cyrillique : Бранко Радичевић ; né le 28 mars 1824 à Slavonski Brod et mort le 1er juillet 1853 à Vienne) est un poète serbe. Avec Jovan Jovanović Zmaj, il est considéré comme un des plus importants et des plus populaires poètes romantiques de Serbie.

## Biographie
Branko Radičević est né à Slavonski Brod, aujourd'hui en Croatie. Son père, Todor, employé des douanes, était un amateur de littérature et il avait même traduit de l'allemand le Guillaume Tell de Schiller. En 1830, la famille s'installa à Zemun, ville alors située en Autriche-Hongrie ; Branko Radičević y effectua ses premières études en serbe et en allemand. Puis, en 1836, il entra au lycée de Sremski Karlovci, où il écrivit ses premiers poèmes, et termina ses études secondaires à Timişoara, où son père s'était installé en 1841.
En 1843, Branko Radičević s'installa à Vienne, pour y suivre des études de droit. Il entra alors dans l'entourage d'un ami de sa famille, le philologue Vuk Stefanović Karadžić, qui fut le grand réformateur de la langue et de la littérature serbe au XIXe siècle. Il se lia également d'amitié avec Đuro Daničić, un disciple de Karadžić.
Branko Radičević publia son premier recueil de poésies à Vienne, en 1847 ; ce recueil, qui se situe dans la lignée du romantisme européen, traduisait également le souci du poète de suivre les préceptes linguistiques et littéraires de Karadžić.
En 1848, Branko Radičević quitta Vienne à cause de l'agitation révolutionnaire et passa quelque temps en Syrmie. Ses premiers poèmes commençaient à être connus dans la principauté de Serbie et, craignant qu'ils ne provoquent de l'agitation parmi les étudiants de la Haute école, les autorités serbes lui interdirent de se rendre à Belgrade.
Dès cette époque, le poète ressentit les atteintes de la tuberculose. En 1849, il retourna à Vienne et entreprit des études de médecine, tout en s'adonnant à la poésie. En 1851, il publia un second recueil de Poèmes.
Branko Radičević mourut de la tuberculose à Vienne le 1er juillet 1853. Il est enterré au mont Stražilovo, dans le massif de la Fruška gora, qu'il parcourait quand il était étudiant à Sremski Karlovci.
En 1862, son père publia son troisième recueil de poésie à titre posthume.

## Caractéristiques de l'œuvre
Branko Radičević s'est illustré dans la poésie lyrique, la poésie épique et la poésie satirique.
Même s'il a subi l'influence de Byron ou celle du romantisme allemand, notamment celle de Heine, Schiller et Uhland, sa source d'inspiration fondamentale reste le folklore serbe ou, plus généralement, la tradition orale serbe, notamment celle des joueurs de guzla. Il se montre en cela un disciple de Đuro Daničić, pour qui « le folklore, c'est la graine ».
Ses poèmes épiques sont caractérisés par de fortes antithèses, opposant le héros au traître, la liberté à l'esclavage, l'Empire serbe à l'occupation ottomane. C'est ainsi qu'il célèbre Miloš Obilić, qui perdit la vie à la bataille de Kosovo Polje :
| Texte en serbe cyrillique                                                              | Texte en serbe romanisé                                                                 | Traduction française |
| Он остави спомен роду Српском, Да се прича и приповиједа, Док је људи и док је Косова. | On ostavi spomen rodu Srpskom, Da se priča i pripovijeda, Dok je ljudi i dok je Kosova. | Il reste dans la mémoire du peuple serbe Pour qu'on raconte sa légende et qu'on la répète Tant qu'il y a des hommes et tant qu'il y a le Kosovo. |

Branko Radičević fut également un disciple de Vuk Stefanović Karadžić, le créateur de la langue et de la littérature serbes modernes. Le grand principe de Karadžić était : « Écris comme tu parles » (en serbe : Пиши како говориш et Piši kako govoriš). Suivant ce principe de simplicité, Radičević apparaît comme un des premiers poètes serbes modernes. C'est la même simplicité qui se retrouve par exemple dans le poème Molitva, « Prière » :
| Texte en serbe cyrillique                                             | Texte en serbe romanisé                                               | Traduction française                                                                        |
| О, не пусти да на зала, Употребим дар ја твој, О, не пусти Боже мој ! | O, ne pusti da na zala, Upotrebim dar ja tvoj, O, ne pusti Bože moj ! | Ô, ne permets pas que pour le mal Je me serve de tes dons, Ô, ne le permets pas, mon Dieu ! |

La veine satirique du poète s'exerce aussi parfois contre les adversaires des réformes de Karadžić, auxquels il répond dans un poème intitulé Put (« La route ») :
| Texte en serbe cyrillique                                    | Texte en serbe romanisé                                      | Traduction française                                                                                      |
| Класје зрело, само да се коси : Коси брате, часа не почаси ! | Klasje zrelo, samo da se kosi : Kosi brate, časa ne počasi ! | Les oreilles sont mûres, prêtes pour la moisson : Moisonne, mon frère, il n'y a pas un instant à perdre ! |

## Postérité
De nombreux établissements scolaires portent le nom de Branko Radičević ; de nombreux monuments ont été érigés en l'honneur du poète.
Un prix Branko Radičević a été créé, attribué par la Matica srpska de Novi Sad. En 2007, il a été attribué au poète français Philippe Tancelin.

## Œuvres
- 1847 : Pesme I (Poésies I)
- 1851 : Pesme II (Poésies II)
- 1862 : Pesme III (Poésies III, posthumes).